# Thaqif
Els thaqif foren una tribu de la federació àrab del nord, els Qays Aylan (qaysites). Dominaven la vila de Taïf abans de l'islam. En època islàmica es van dividir en dos clans rivals, els Ahlaf i els Malik. Els thaqifites es van oposar de manera persistent a Mahoma. Es van defensar a Taïf però finalment es van haver de sotmetre i convertir-se.